# Bob Young (músico)
Bob Young (Basingstoke, Inglaterra; 16 de mayo de 1945) es un músico, compositor, mánager y autor británico, conocido por ser coescritor de los mayores éxitos de la banda de rock Status Quo, de la cual la prensa lo cataloga como un miembro no oficial. Además, en 1976 junto al guitarrista Micky Moody fundó la agrupación The Young & Moody Band, con la que publicaron un álbum de estudio y varios sencillos.
Inició su carrera musical como roadie a mediados de los setenta, pero con su llegada a Status Quo comenzó a aprender a tocar varios instrumentos e incluso llegó a ser su mánager hasta 1980. Desde entonces ha participado en algunas agrupaciones menores y desde principios de 1990 volvió a trabajar como mánager de otras tantas bandas inglesas. También destaca en el mundo literario, ya que es autor de varios libros sobre música y de biografías sobre Status Quo.

## Carrera

### Colaboraciones con Status Quo
Se involucró en el mundo de la música a mediados de los sesenta cuando inició un trabajo como roadie en agrupaciones como The Nice, Amen Corner y The Herd. En 1968 fue contratado por el representante de la banda Status Quo para la gira promocional de su álbum debut Picturesque Matchstickable Messages from the Status Quo. Desde entonces, comenzó a tocar algunos instrumentos y empezó a colaborar con el grupo inglés en algunas canciones, siendo «The Price of Love» el primer tema donde se puede escuchar su armónica. Durante las grabaciones de Spare Parts de 1969 colaboró por primera vez como coescritor, en cuatro de las doce canciones del disco, y durante los siguientes años siguió coescribiendo con la banda junto a Alan Lancaster y Rick Parfitt, pero sobre todo con Francis Rossi, con quien compuso sus mayores éxitos durante los setenta como «Caroline» y «Down Down», entre otras.
En 1978 publicó su primer libro denominado Alias the Compass, que incluyó varios poemas y letras de canciones escritas durante su participación con la banda inglesa. A mediados de la década de los setenta, su participación como coescritor disminuyó considerablemente, pero se mantuvo en Status Quo como mánager hasta mediados de 1980. En 1984 con la publicación de su autobiografía Again and Again, relató como era su vida como integrante no oficial de la agrupación.

### The Young & Moody Band
En 1976 junto al guitarrista Micky Moody —que conoció cuando Moody abrió los conciertos de Status Quo junto a la banda Snafu— fundó Young and Moody, que meses más tarde se llamaron The Young & Moody Band. Al año siguiente firmaron con Magnet Records y publicaron su álbum debut denominado simplemente como Young and Moody, que no logró llamar la atención de las listas británicas. A pesar de que Moody se unió a Whitesnake en 1978, continuó trabajando con Young, ya que escribieron juntos el libro The Language of Rock'n'Roll.
En 1981 escribieron «These Eyes», que luego fue empleado como pista principal en un comercial de la marca de jeans Levi's, con la voz de Graham Bonnet, donde su título fue modificado por la palabra levi's. Luego de ello, ambos músicos escribieron tres canciones para el álbum Line-Up del propio Bonnet publicado en noviembre de 1981. Dos años más tarde volvieron a trabajar juntos para escribir el sencillo «Don't do That», que contó con la participación de Lemmy Kilmister de Motörhead, Cozy Powell y la banda The Nolans, obteniendo el puesto 63 en los UK Singles Chart.

### Años posteriores y el regreso a Status Quo
Meses más tarde se unió a la banda Diesel, fundada por el exbaterista de Status Quo John Coghlan, donde participó en una serie de presentaciones en vivo. En 1986 publicó su primer álbum solista In Quo Country, que contenía varias de las canciones coescritas con los miembros de Status Quo, pero en versión country. Para promocionarlo, fue parte de varios festivales de mencionado estilo musical por varias ciudades británicas. Años después formó la banda Bob Young and the Double M Band junto a Grahem Prescott en el violín, Dave Kerr-Clemenson en el bajo, Billy Bremner en la guitarra y BJ Cole en el pedal steel, aunque sin mayor repercusión en el medio británico. Desde los noventa comenzó a trabajar como mánager de varias agrupaciones musicales como Vanessa Mae y del excantante de INXS, Ciaran Gribbin, entre otros. Por aquel mismo tiempo trabajó para la cadena BBC y coescribió junto a Ray Minhinnett un libro sobre la historia de la Fender Stratocaster.
A principios de los años 2000 volvió a trabajar con su amigo y líder de Status Quo Francis Rossi, coescribiendo el libro Status Quo - The Official 40th Anniversary publicado en 2006, cuya edición limitada contó con ciertas maquetas de la banda que nunca habían sido publicados y que eran parte sus archivos personales. Desde el 2002 y junto a Rossi volvieron a componer juntos, cuyas composiciones han sido publicados en varios de los álbumes de estudio de la banda hasta el día de hoy. En octubre de 2010 y junto a Micky Moody publicaron el segundo disco del dúo, Back for the Last Time, el primero desde 1977. Por otro lado, en 2013 compartió escenario con Status Quo en varios conciertos de la gira Frantic Four, interpretando la armónica en las canciones «Railroad» y «Roadhouse Blues».

## Discografía
| Álbumes de estudio - 1977: Young and Moody - 2010: Back for the Last Time Sencillos - 1979: «The Devil Went Down to Georgia» - 1980: «All the Good Friends» - 1981: «These Eyes» - 1983: «Don't do That» | - 1986: In Quo Country |

## Obras
- 1978: Alias the Compass, editorial Canaster-Verlag
- 1984: Again and Again, coescrito con John Shearlaw, editorial Sidgwick & Jackson Ltd
- 1985: The Language of Rock'n'Roll, coescrito con Micky Moody, editorial Sidgwick & Jackson Ltd
- 1995: Quotographs, editorial International Music Publishing
- 1995: The Story of Fender Stratocaster, coescrito con Ray Minhinnett, editorial International Music Publishing
- 2005: La route sans fin, coescrito con Philippe Duponteil y Philippe Robin, editorial Camion Blanc
- 2006: Status Quo - The Official 40th Anniversary, coescrito con Francis Rossi, editorial Cassel Illustrated
- 2008: Status Quo - The Ultimate Gigography, coescrito con Thomas Franckh
- 2009: Goin' Quoin', coescrito con Yvonne Hanvey, editorial Adam Publishing
- 2011: Status Quo - Sobran Acordes, escrito por Eduard Soronellas, editorial Lenoir Ediciones
- 2013: Status Quo - Still doin it, editorial Cassel Illustrated